# ヴィクトル1世・フォン・ラティボル
ヴィクトル1世・モーリッツ・カール（Victor I. Moritz Karl Herzog von Ratibor, Fürst von Corvey, 1818年2月10日 - 1893年1月30日）は、ドイツのシュタンデスヘル、政治家。ラティボル公、コルヴァイ侯。1840年まではヴィクトル・エルププリンツ・ツー・ホーエンローエ＝シリングスフュルスト（Victor Moritz Karl Erbprinz zu Hohenlohe-Schillingsfürst）と名乗っていた。

## 生涯
ホーエンローエ家の一員であるホーエンローエ＝シリングスフュルスト侯フランツ・ヨーゼフと、その妻でホーエンローエ＝ランゲンブルク侯カール・ルートヴィヒの娘であるコンスタンツェ（1792年 - 1847年）の長男として生まれた。弟にバイエルン宰相・ドイツ帝国宰相となったクロートヴィヒ、枢機卿となったグスタフ・アドルフ、オーストリア宮内長官を務めたコンスタンティン、母方の従姪にドイツ皇帝ヴィルヘルム2世の皇后アウグステ・ヴィクトリアがいる。
家庭で教育を受けたあとエルフルトのプロイセン王立ギムナジウムに通い、その後ゲッティンゲン、ボン、ハイデルベルク、ローザンヌで法学と現代諸語を学んだ。またスイス、イタリア、フランス、イングランドにも旅行している。
ヴィクトルは義理の伯父（母方の伯母エリーザベトの夫）であったヘッセン＝ローテンブルク方伯ヴィクトル・アマデウスから遺産を相続した。ヴェストファーレンの旧コルヴァイ修道院領、オーバーシュレージエン（上シレジア）のラティボル公爵領である。これらの領地は3万4000ヘクタールの広さを有し、かなりの規模の森林地帯を含んでいた。1841年にヴィクトルの父が死ぬ前年の1840年10月15日、プロイセン王フリードリヒ・ヴィルヘルム4世はヴィクトルに公爵位を授けた。
1845年、ヴィクトル1世はフュルステンベルク侯カール・エゴン2世の娘アメーリエと結婚し、間に10人の子女を儲けた。長男のヴィクトル2世アマデウスが後継ぎとなったほか、4男のマックスは在スペインのドイツ大使に、6男のカールはプロイセン領ヴェストファーレン州知事となった。
青年時代に徴兵された時、ヴィクトル1世は騎兵隊に勤務していた。1850年代、彼は軍事演習では何度も第2後衛兵連隊（Landwehr）を率いた。1866年の普墺戦争と1870年の普仏戦争では、聖ヨハネ騎士団シュレージエン支部の団長として、有志の看護兵団を組織した。1872年には、名誉的な騎兵隊司令官の地位を与えられている。
1847年、ヴィクトル1世はプロイセン連合州議会（Vereinigter Landtag）の領主家門代表の議員となった。また1856年から1893年まで、シュレージエンの州議会（Provinziallandtag）で議員でもあり、何度も州議会議長などの重職に就いた。また1867年から1870年まで北ドイツ連邦議会（Reichstag (Norddeutscher Bund)）、1872年から1890年までドイツ帝国議会の議員を務めた。また、1854年から1893年までプロイセン貴族院議員でもあり、1877年から1893年まで同院の議長っだった。
ヴィクトル1世は自由主義的保守主義を奉じる貴族の1人で、超保守主義者達とは違って政治改革を頭ごなしに拒絶する立場は採らなかった。こうした立場から、彼はオットー・フォン・ビスマルクの支持者となった。ヴィクトル1世は自由保守党 (en) の共同創立者となり、同党の代表に就任した。恵まれた親戚関係のおかげで、ヴィクトル1世は国際的なコネクションの網を持ってもいた。
ヴィクトル1世は1870年より聖ヨハネ騎士団シュレージエン支部の団長だった。彼は開明的カトリック信徒であり、当時復興しつつあったウルトラモンタニズムには反対した。第1バチカン公会議が開催された時、ヴィクトル1世は自分の所属するカトリック教会と対立した。しかし1873年以後、国内でカトリック信徒に対する迫害が強まると、文化闘争を支援するようになった。こうした揉め事の結果、聖ヨハネ騎士団のシュレージエン支部は分裂し、ヴィクトル1世は支部団長の地位を失った。
ヴィクトル1世は政治家として活動する一方、社会・慈善組織の支援者、文化の後援者としての側面も持っていた。1860年、公爵はアウグスト・ハインリヒ・ホフマン・フォン・ファラースレーベンをコルヴァイ侯爵家図書館（Fürstliche Bibliothek Corvey）の司書として雇い、援助した。ヴィクトルはベルリン美術工芸館（Kunstgewerbemuseum Berlin）の協会理事長を務めた。また1867年のパリ万国博覧会と1873年のウィーン万国博覧会で審査員を務めている。また公爵はベルリンの国会議事堂のすぐ近くに宮殿を所有しており、この宮殿は貴族や大ブルジョワ、文化人のたまり場になっていた。

## 家族
1845年4月19日、バーデンのドナウエッシンゲンでフュルステンベルク侯カール・エゴン2世とバーデン公女アマーリエの間の娘アメーリエ（Amelie von Fürstenberg、1821–1899）と結婚し、6男4女を儲けた。
- アメーリア（1846–1847）
- ヴィクトル2世アマデウス（1847–1923） - マリア・フォン・ブロイナー＝エンケヴォイルト伯爵令嬢と結婚
- フランツ（1849–1925）
- エリーザベト（1851–1928）
- エゴン（1853–1896） - ロプコヴィッツ公女レオポルディーネと結婚
- マリー・テレーズ（1854–1928）
- マックス（1856–1924） - フランツィスカ・グリモー・オルセー伯爵令嬢と結婚
- エルンスト（1857–1891）
- カール・エゴン（1860–1931）
- カール（1863–1940）